# Belgica Mountains
Belgica är en bergskedja i Antarktis. Norge gör anspråk på området. Toppen på Belgica är 1 986 meter över havet.
Terrängen runt Belgica är lite kuperad. Trakten är glest befolkad. Det finns inga samhällen i närheten.